# Daniel Colson
 (juillet 2021).
Daniel Colson, né en 1943 à Aubusson, est un sociologue français, professeur de sociologie de l’université de Saint-Étienne. Il est frère de l'écrivain Pierre Marlson et oncle de l'écrivain Raphaël Colson, lui-même également écrivain.

## Biographie
Daniel Colson a étudié au Grand séminaire de Clermont-Ferrand puis s'est inscrit en sociologie à l'université de Lyon à l'automne 1966, où il découvre le marxisme puis, par Michel Marsella (1946-1982), l'anarchisme. Avec d'autres étudiants, il anime le Comité Vietnam lyonnais puis, après les événements de 1968, fonde le « Comité du Vieux-Lyon » dont le but est de créer une commune autonome, et qui se dote en 1972 d'un organe, IRL, grâce à une imprimerie autogérée. Le groupe bénéficie alors de la bienveillance d'un des enseignants de l'université, Jean Métral.
Après un premier projet académique avorté sur le mode de production asiatique (1975), il soutient sa thèse de doctorat, consacrée au mouvement ouvrier forézien en 1983.
Il devient professeur de sociologie de l’université de Saint-Étienne.
Il fait partie de l'ex-MODYS, Monde et dynamiques des sociétés aujourd'hui devenu Centre Max Weber, une unité de recherche associée au CNRS, et milite au sein de l’association La Gryffe, une librairie libertaire de Lyon. C'est aussi un philosophe et historien de l'anarchisme,. 

## Prises de position
Réforme El Khomri du code du travail
En mars 2016, dans le cadre des manifestations contre la « loi Travail », Daniel Colson signe une tribune, avec entre autres Pierre Alferi, Jérôme Baschet, Serge Quadruppani et Éric Hazan, diffusée par des médias alternatifs et relayée sur les réseaux sociaux, mais passée entièrement sous silence par les mainstreams. Cette tribune soutient le mouvement d'occupations des places (qui prendra la forme de Nuit debout) et les actions de rue : « […] les prochaines dates sont le 24 et surtout le 31 mars, avec la proposition, ce jour-là, de rester dans la rue et d’occuper des places. Mais nous avons appris ces dernières années que les occupations de places à elles seules ne suffisent pas à bloquer le fonctionnement des institutions. Le risque qu’elles contiennent est de se contenter d’exister, d’attendre leur évacuation ou leur épuisement. À notre sens, elles doivent donc plutôt servir de base depuis lesquelles prendre les lieux d’où les "représentants du peuple" prétendent pouvoir le gouverner, et à l’occasion le matraquer. Mairies, conseils divers, assemblées soi-disant régionales ou nationales, tout cela mérite d’être investi, repris, assiégé ou bloqué. Nous devons viser le blocage organisé du pouvoir politique. Il est donc crucial que soit défendu publiquement, dans ces jours, le bien-fondé du recours à l’action de rue. […], »

## Publications
- Anarcho-Syndicalisme et Communisme. Saint-Étienne 1920-1925, préface de Pierre Ansart, éd. Centre d'Études Foréziennes/Atelier de Création Libertaire, 1986[7].
- La compagnie des fonderies forges et aciéries de Saint-Étienne (1865-1914) , autonomie et subjectivité techniques, 1998
- Petit lexique philosophique de l'anarchisme de Proudhon à Deleuze, Le Livre de poche, 2001,  (ISBN 978-2-253-94315-0).
- Trois essais de philosophie anarchiste : Islam, histoire, monadologie, éd Léo Scheer. Broché, 2004
- L'Anarchisme de Malatesta, éd. Atelier de création libertaire, 2010
- Proudhon et l'anarchie, éd. Atelier de création libertaire, mars 2017,  (ISBN 978-2-35104-100-0), présentation éditeur
- La Gryffe - La longue histoire d’une librairie libertaire, Atelier de création libertaire, mai 2020, (ISBN 978-2-35104-137-6), présentation éditeur

### Préfacier
- Olivier Nguema Akwe, Arts martiaux et sorcellerie en Afrique : anthropologie des sports de combat, éd. L'Harmattan, 2011
- André Peyrache, Chair à Charbon. Fragments de discours sur les mondes miniers dans le bassin de La Loire, éd. Site Couriot Musée de La Mine. Saint-Étienne, 2010
- David Rappe, La bourse du travail de Lyon, éd. Atelier de Création Libertaire, 2005

### Participation à des ouvrages collectifs
- Collectif, Rêves et passions d’un chercheur militant : Mélanges offerts à Ronald Creagh, Lyon, Atelier de création libertaire, 2017, 288 p. (ISBN 978-2-35104-096-6, lire en ligne).

## Articles
- Jean Préposiet, La liberté, l’anarchisme et Spinoza, Réfractions, no 27, automne 2011, texte intégral.
- (es) O Anarquismo hoje, Politica & Trabaho, Revista de Ciências Sociais, no 36, avril 2012, p. 75-90.
- D’un mai 68 lyonnais et de ses suites : entretien avec Daniel Colson Revue électronique A contretemps 2016
- Une tradition révolutionnaire et philosophique, dans Le Monde diplomatique, janvier 2009[8].